# جين كيونغ
جين كيونغ (الكورية: 진경) هي ممثلة كورية جنوبية، ولدت في 27 مارس 1972 في Masan ‏ في كوريا الجنوبية.

## أعمال

### مسلسلات
- الرجل البريء (2012)
- الطبيب الجيد (2013)
- بينوكيو (2014).

- حبي الوحيد (2019).
- دكتور رومانسي 2 (2020).
- قصة حب منزلية الصنع (2020).[4]
- لوكا: البداية (مسلسل 2021 ).[5]
- الملنخوليا (مسلسل 2021).[6][7]
- المحامية الغريبة يونغ وو (2022).[8]
- الاثنين الأربعاء الجمعة الثلاثاء الخميس السبت (2022).[9]

## وصلات خارجية
- جين كيونغ على موقع IMDb (الإنجليزية)
- جين كيونغ على موقع قاعدة بيانات الفيلم (الإنجليزية)